# Jalen Reagor
Jalen Reagor (geboren am 1. Januar 1999 in Waxahachie, Texas) ist ein US-amerikanischer American-Football-Spieler auf der Position des Wide Receivers. Er spielte College Football für die Texas Christian University und steht seit 2024 bei den Los Angeles Chargers in der National Football League (NFL) unter Vertrag. Zuvor spielte Reagor zwei Jahre lang für die Philadelphia Eagles sowie ein Jahr für die Minnesota Vikings und die New England Patriots.

## College

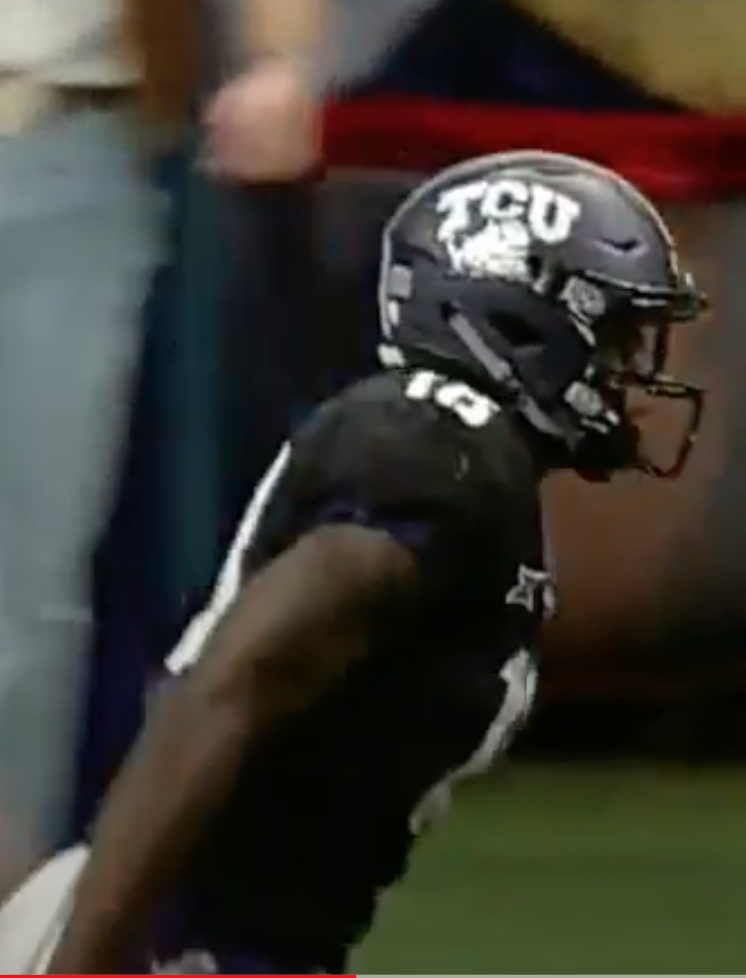
Jalen Reagor im Alamo Bowl 2017

Jalen Reagor ist der Sohn von Montae Reagor, der von 1999 bis 2007 als Defensive End in der NFL spielte und mit den Indianapolis Colts den Super Bowl XLI gewann. Jalen wurde in Waxahachie, Texas, geboren und ging dort auf die Highschool. Dort spielte er Football als Wide Receiver und war als Leichtathlet aktiv. Er war einer der besten Weitspringer seines Jahrgangs. Als Footballspieler wurde er von dem ehemaligen NFL-Quarterback Jon Kitna trainiert und nahm am Under Armour All-American Game teil. Reagor erhielt Angebote von zahlreichen College-Football-Programmen und entschied sich für die Texas Christian University (TCU).
Von 2017 bis 2019 spielte Reagor für die TCU Horned Frogs. Bereits als Freshman war er der bedeutendste Spieler seines Teams. Sein erster Touchdown am College gelang ihm bei einer Hail Mary kurz vor Ende der Halbzeit gegen die Southern Methodist University. Insgesamt kam er in der Saison auf 576 Receiving Yards and acht Touchdowns, was der beste Wert aller Freshmen in der Saison 2017 war. Als Sophomore fing Reagor 72 Pässe für 1061 Yards und neun Touchdowns. In der zweiten Saisonhälfte wurde er darüber hinaus als Return Specialist eingesetzt. Als Junior kam Reagor in einer schwachen Offense mit wechselhaften Quarterback-Leistungen auf 43 gefangene Pässe, 611 Yards Raumgewinn im Passspiel und fünf gefangene Touchdownpässe. Zudem gelangen ihm zwei Touchdowns bei Punt-Returns. Nach dem letzten Saisonspiel gab Reagor bekannt, dass er sich für den NFL Draft anmelden würde.

## NFL
Reagor wurde im NFL Draft 2020 in der ersten Runde an 21. Stelle von den Philadelphia Eagles ausgewählt. In der Saisonvorbereitung verletzte er sich an der Schulter, allerdings war er wieder rechtzeitig einsatzbereit, um am ersten Spieltag gegen das Washington Football Team sein NFL-Debüt zu geben. Dabei fing er einen Pass für 55 Yards. In seinem zweiten Spiel in der NFL zog sich Reagor eine Daumenverletzung zu, wegen der er ab dem 3. Spieltag ausfiel. In Woche 8 gab er sein Comeback und erzielte gegen die Dallas Cowboys seinen ersten NFL-Touchdown. Am 13. Spieltag gelang Reagor gegen die Green Bay Packers ein Punt-Return-Touchdown über 73 Yards. Insgesamt fing Reagor als Rookie 31 Pässe für 396 Yards Raumgewinn.
Aufgrund einer enttäuschenden Rookie-Saison, jedoch einem guten Trainingscamp im Sommer 2021, hatten die Fans der Philadelphia Eagles hohe Erwartungen an den ehemaligen First-Round-Pick. Während er in der Saison 2020 größtenteils als Outside-Receiver eingesetzt wurde, rotierte man ihn für die Saison 2021 zum primären Slot-Receiver. Am ersten Spieltag der Saison 2021 fing Reagor sechs Pässe für 49 Yards und einen Touchdown. Auf diesen Leistungen konnte er in den folgenden Spielen jedoch nicht aufbauen und fing im Schnitt meistens einen bis drei Pässe für 20 Yards. In Woche 12 ließ Reagor im letzten Drive gegen die New York Giants insgesamt zwei Bälle fallen, die zum spielentscheidenden Touchdown geführt hätten. In Woche 15 fing Reagor gegen das Washington Football Team drei Pässe für 57 Yards, was einen persönlichen Höchstwert aufstellte. Mit den Eagles erreichte er in dieser Saison die Play-offs.
Am 31. August gaben die Eagles Reagor im Austausch gegen einen Siebtrundenpick 2023 und einen an Bedingungen geknüpften Viertrundenpick 2024 an die Minnesota Vikings ab. Bei den Vikings kam er vorwiegend als Punt Returner zum Einsatz und fing als Wide Receiver acht Pässe für 104 Yards und einen Touchdown. Beim historischen 39:36-Sieg der Vikings über die Indianapolis Colts nach 0:33-Rückstand am 15. Spieltag war Reagor an zwei Interceptions der Vikings wesentlich beteiligt. Vor der Saison 2023 lehnten die Vikings die Fifth-Year-Option seines Rookievertrags ab.
Vor Beginn der Saison 2023 wurde Reagor von den Vikings entlassen und anschließend von den New England Patriots in ihren Practice Squad aufgenommen. Am 26. Oktober 2023 wurde er in den aktiven Kader aufgenommen, zuvor war er bereits in drei Spielen zum Einsatz gekommen. Er fing sieben Pässe für 138 Yards. Zudem erzielte er in Woche 17 einen Kickoff-Return-Touchdown über 98 Yards gegen die Buffalo Bills. Im März 2024 unterschrieb Reagor für die folgende Saison erneut in New England. Er wurde 2024 zunächst in den Practice Squad der Patriots aufgenommen, aber wenig später entlassen. Daraufhin schloss Reagor sich dem Practice Squad der Los Angeles Chargers an. Später wurde er in den aktiven Kader aufgenommen. Er kam in acht Spielen zum Einsatz, in denen er zweimal Starter war und sieben Pässe für 100 Yards fing, bevor er mit einem gebrochenen Finger verletzungsbedingt ausfiel. Im März 2025 verlängerte er seinen Vertrag bei den Chargers.

### NFL-Statistiken
| Saison                             | Team                 | Spiele | Spiele | Receiving | Receiving | Receiving | Receiving | Receiving | Fumbles | Fumbles |
| Saison                             | Team                 | GP     | GS     | Rec       | Yds       | Avg       | Lng       | TD        | Fum     | Lost    |
| ---------------------------------- | -------------------- | ------ | ------ | --------- | --------- | --------- | --------- | --------- | ------- | ------- |
| 2020                               | Philadelphia Eagles  | 11     | 11     | 31        | 396       | 12,8      | 55        | 1         | 2       | 0       |
| 2021                               | Philadelphia Eagles  | 17     | 13     | 33        | 299       | 9,1       | 34        | 2         | 2       | 0       |
| 2022                               | Minnesota Vikings    | 17     | 0      | 8         | 104       | 13,0      | 38        | 1         | 4       | 0       |
| 2023                               | New England Patriots | 11     | 1      | 7         | 138       | 19,7      | 39        | 0         | 0       | 0       |
| 2024                               | Los Angeles Chargers | 8      | 2      | 7         | 100       | 14,3      | 41        | 0         | 1       | 1       |
| Total                              | Total                | 64     | 27     | 86        | 1037      | 12,1      | 55        | 4         | 9       | 1       |
| Quelle: pro-football-reference.com |                      |        |        |           |           |           |           |           |         |         |